# كامبوكو

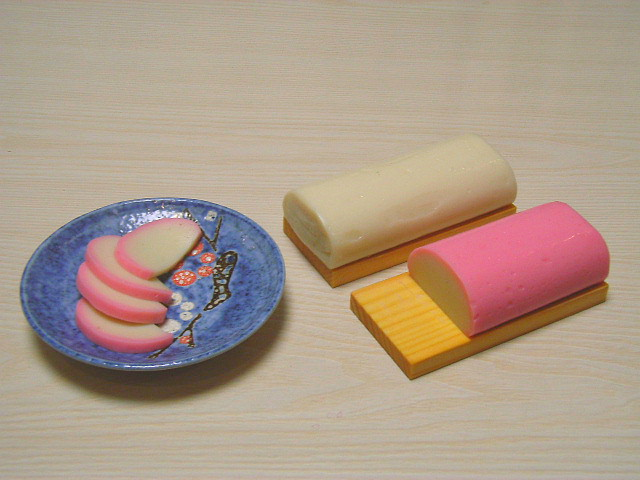
ياتي الكامبوكو باللونين الأبيض والزهري

كامبوكو هو نوع من أنواع السوريمي المجفف وياتي كمنتج غذائي ياباني، حيث يتم طحن السمك الأبيض وياتي مع بعض الأضافات مثل غلوتامات أحادية الصوديوم ويشكل على شكل إسطوانة ثم يطبخ على البخار. يقطع الكامبوكو ثم يوضع بالثلاجة قبل تقديمه مع أنواع مختلفة من الصلصات كما يضاف إلى أنواع الشوربات الساخنة المختلفة ومع الشعيرية كذلك. ياتي الكامبوكو باللونين الأبيض والزهري. يقدم الكامبوكو في المناسبات وأيام العطل ويعتبر كجالب للحظ. يصنع الكامبوكو في اليابان منذ القرن الرابع عشر كما أنه يتوفر في معظم أنحاء العالم.